# 週刊GABAI
『週刊GABAI』（しゅうかんガバイ）は、1993年9月から1995年9月までサガテレビで放送されていた情報番組。タイトルに用いられている「がばい」とは、佐賀弁で「とても」「すごく」を意味する言葉である。
放送時間は毎週日曜 11:00 - 11:50 （日本標準時）。この時間帯にキー局のフジテレビで放送されていた『笑っていいとも!増刊号』については、同日午後に時差ネットという形を取っていた。
番組の終了後、替わって土曜18:30枠（『STSスーパータイム』直後の時間帯）で『情報プラザDONDON DOようび』がスタートした。

## 出演者

### 編集長（司会）
- 松本茂樹（当時サガテレビアナウンサー、1993年9月 - 1995年3月26日）
- 一ノ瀬裕子（当時サガテレビアナウンサー、1995年4月2日 - 1995年9月）

### レギュラー
- 中溝信一郎
- 菊地衣里子
- 松田キビキビ

## コーナー
- キビキビ・よんとんのなんばショット！ - 当時吉本興業福岡事務所に所属していた松田キビキビとよんとん[誰?]によるロケコーナー。番組の冒頭に放送されていた。
- ラブリー菊地のいつでもどこでも
- COUNT DOWN GABAI - 中溝メインのコーナー。音楽チャートのコーナーで、上位5位までのヒット曲を紹介していた。調査対象にしていたCDショップなどは不明。また、曲とともに流される映像がその曲のPVであることは皆無に等しく、噴水や公園をバックにCDジャケットなどを撮影した映像であることがほとんどであった。
- 信ちゃんのおじゃま虫
- 占いコーナー - 星座別の占いコーナー。基本的に放送後1週間の運勢を発表していたが、1995年9月24日放送の最終回では「1995年の残り3ヶ月」を占うという最終回らしい趣向が凝らされた。

## その他
- 番組は、タイトルロゴ入りの特製グッズを視聴者プレゼントにしていた。セット中央のデスクに置かれていた出演者用の飲み物が入ったマグカップには、タイトルロゴとsts （サガテレビの3レターコード）のロゴがプリントされていた。
- 一ノ瀬が司会となってからは、タウン情報誌『月刊タウン情報さが』に番組との連動コラムが連載されていた。スタジオの全景や普段撮影されない小道具などを特集したこともあるが、番組終了と同時にこのコラムも終了した。